# Üzleti negyed
Az üzleti negyed vagy üzleti park, esetleg business park egy viszonylag nagy földterületen kialakított irodaházakból és raktárakból álló épületcsoport.
Ezek igen népszerűek, mivel inkább az elővárosokban, külvárosokban építik fel őket, ahol olcsóbb a telek, a földköltségek és az építési költségek is alacsonyabbak, a létesítmény fejlesztése olcsóbb, és széles, de nem szükségképpen magas épületeket lehet építeni. Gyakran tervezik őket autópályák vagy főutak közelébe.